# Dandamis (kevergeslacht)
Dandamis is een kevergeslacht uit de familie van de boktorren (Cerambycidae). De wetenschappelijke naam van het geslacht werd voor het eerst geldig gepubliceerd in 1906 door Gahan.

## Soorten
Dandamis omvat de volgende soorten:
- Dandamis nigropunctatus (Aurivillius, 1897)
- Dandamis sabahensis (Hüdepohl, 1997)
- Dandamis tricostatus (Duffy, 1952)